# Life During Wartime
Life During Wartime (conocida para su distribución en castellano como La vida en tiempos de guerra o Vida durante la guerra) película estadounidense dirigida  por Todd Solondz en el año 2009.

## Argumento

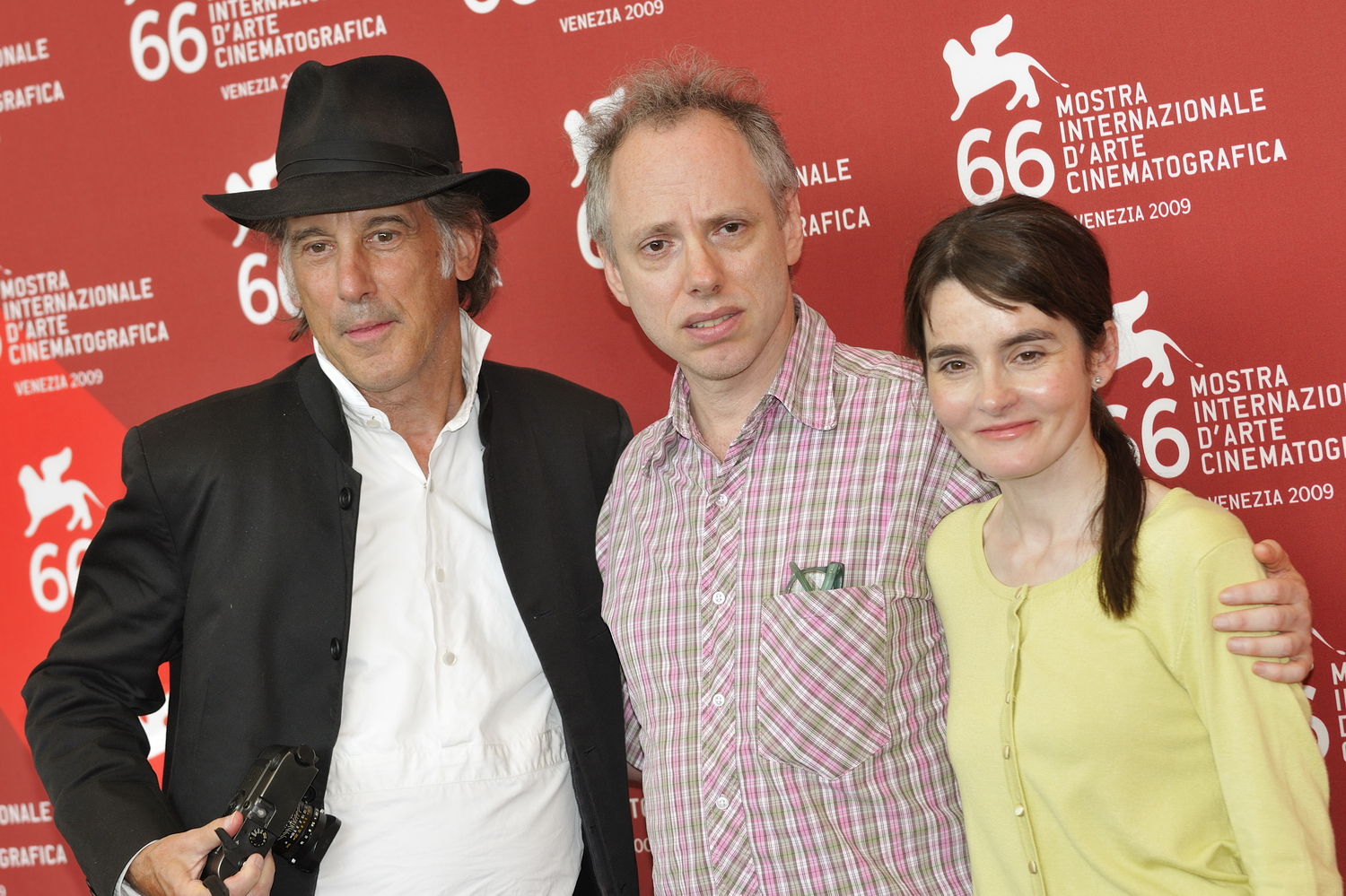
Ed Lachman, Todd Solondz y la actriz Shirley Henderson en la Festival Internacional de Cine de Venecia de 2009

Los Jordan intentan recuperarse de los terribles sucesos que salieron a la luz hace años en la película Happiness. Joy abandona a su marido en busca del consuelo de su familia más cercana, pero ellos tampoco están bien: su madre sigue con la inquina contra el sexo opuesto, su hermana Trish intenta rehacer su vida tras descubrir que su marido abusaba de niños y su hermana Helen se siente víctima de su propio éxito en Hollywood. Las cuatro mujeres comprobarán que el pasado puede perturbar el presente y amenazar el futuro.